# Финале ИФАФ Лиге шампиона 2014.
Финале ИФАФ Лиге шампиона 2014. је финални меч одигран у Еленкуру на стадиону Ги Бонифације у Француској у оквиру завршног турнира ИФАФ Лиге шампиона за 2014. годину. Састале су се екипе домаћина Вукова Београд из Србије и Рустерса Хелсинки из Финске. Гости су победили резултатом 36:29 и освојили прву европску ИФАФ титулу. Финалној утакмици која је одиграна 13. јула 2014. године, присуствовало је око 500 гледалаца.